# Sant'Angelo in Vado
Sant'Angelo in Vado là một đô thị ở tỉnh Pesaro và Urbino trong vùng Marche, nằm cách 90 km về phía tây của Ancona và khoảng 50 km về phía tây nam của Pesaro. Tại thời điểm ngày 31 tháng 12 năm 2004, đô thị này có dân số 3.964 và diện tích là 67,4 km².
Sant'Angelo in Vado giáp các đô thị sau: Apecchio, Belforte all'Isauro, Carpegna, Mercatello sul Metauro, Peglio, Piandimeleto, Urbania, Urbino.